# Jan Petránek (geolog)
Jan Petránek (7. srpna 1922 Praha – 2. prosince 2015 Praha) byl český geolog, vysokoškolský pedagog, expert OSN v oboru geologie a hornictví, popularizátor geologických věd, autor odborných publikací, učebnic pro mládež i knih, určených široké veřejnosti.

## Životopis
Po maturitě na Vyšší státní průmyslové škole v Praze nastoupil jako vedoucí analytické chemické laboratoře ve Výzkumném ústavu Českomoravské a.s. (ČKD) v Praze 9 – Vysočanech. Po osvobození Československa v roce 1945 začal studovat přírodní vědy a chemii na Karlově univerzitě, od vyšších ročníků se pak již zcela věnoval studiu geologie. Studium na Karlově univerzitě zakončil doktorátem z přírodních věd (RNDr.) a na podzim roku 1948 zahájil jednoleté studium na Princetonské univerzitě v USA. Po návratu do Československa přednášel geologii na Karlově univerzitě, z politických důvodů však byl posléze přeložen na jiné působiště – na Vysokou školu báňskou v Ostravě.
V roce 1954 se Jan Petránek opět vrátil do Prahy a nastoupil do Ústředního ústavu geologického (ÚÚG). V ÚÚG založil sedimentologické oddělení a působil též jako školitel vědeckých aspirantů. Postupně získal vědeckou hodnost kandidáta věd (CSc.) a v roce 1966 doktora věd (DrSc.). V letech 1965–1966 působil jako expert OSN v oboru geologie a hornictví v Etiopii.
V roce 1968, kdy byla navržena jeho rehabilitace a jmenování docentem, se Jan Petránek vrátil k pedagogické činnosti na Karlově univerzitě. V témže roce vykonával funkci vědeckého sekretáře pražského Mezinárodního geologického kongresu. Avšak již v následujícím roce, po započetí normalizace, ministerstvo školství rehabilitaci zamítlo. Po krátkém mezidobí v Československé akademii věd se Jan Petránek v roce 1976 vrátil do Ústředního ústavu geologického, kde působil až do roku 1986. V letech 1978–1980 pracoval jako vedoucí skupiny československých geologů v Iráku v tamním státním geologickém ústavu. Dalším místem zahraničního pobytu byl Tunis, kde v letech 1984–1986 působil jako vysokoškolský profesor. Pracoval též na projektech v rámci Mezinárodní unie geologických věd (UIGS) a UNESCO. Ačkoli vyšel vítězně z konkurzu na místo vedoucího oddělení geologie v UNESCO, nebylo mu z politických důvodů povoleno toto místo přijmout.

## Sběratelská činnost
Jan Petránek se v souladu se svojí profesí a odborností věnoval též sběratelské činnosti. Mezi minerály byly předmětem jeho zájmu zejména acháty z různých světových lokalit, které sbíral po celý život. Základem sbírky se staly acháty nalezené během pracovních pobytů v Iráku a v Etiopii, k nimž postupně přibyly exempláře získané buď sběrem na českých i marockých lokalitách, či výměnou na tuzemských a zahraničních mineralogických burzách. Achátům věnoval Jan Petránek i některá odborná pojednání, například v Německu publikoval články o genetických podmínkách tvorby achátů a o vzniku sedimentárních achátů.

## Popularizace vědy
Až do posledních okamžiků svého života se Jan Petránek věnoval popularizaci geologie. Svou poslední knihu Encyklopedie geologie stačil ještě připravit k tisku, jejího vydání se však již nedočkal.

## Publikace

### Odborná literatura
- Studie o vývoji devonských uloženin Prahy. Praha: s.n. 1949. 80 s.
- Usazené horniny: Jejich složení, vznik a ložiska. Praha: ČSAV. 1963. 717 s.
- Železorudná ložiska českého ordoviku. Praha: s.n. 1964. 205 s.
- International geological congress: report of the twenty-third session Czechoslovakia 1968. Praha: Academia. 1968. 396 s.
- Malá encyklopedie geologie. České Budějovice. Jih. 1993. 246 s. ISBN 80-900351-2-4
- On-line geologická encyklopedie [elektronický zdroj]. Praha: ČGS. Od roku 2007 - hesla a fotografický i obrazový materiál jsou průběžně doplňována.

### Učebnice
- Aplikovaná geologie. Učebnice pro 4. ročník gymnázií. Praha: SNTL. 1989.

### Populárně-naučné
- Za tajemstvím kamenů. Příručka pro mladé sběratele hornin, minerálů a zkamenělin. Praha: Grada, Česká geologická služba. 2011. 199 s. ISBN 978-80-247-3738-6